# Xocourt
Xocourt település Franciaországban, Moselle megyében. Lakosainak száma 99 fő (2022. január 1.). Xocourt Alaincourt-la-Côte, Delme, Juville, Liocourt, Puzieux, Thimonville és Tincry községekkel határos.

## Népesség
A település népessége az elmúlt években az alábbi módon változott:
| Lakosok száma | 86   | 89   | 91   | 93   | 96   | 98   | 99   | 99   | 99   |
|               | 2013 | 2015 | 2016 | 2017 | 2018 | 2019 | 2020 | 2021 | 2022 |